# 7 Pułk Artylerii Lekkiej (II RP)

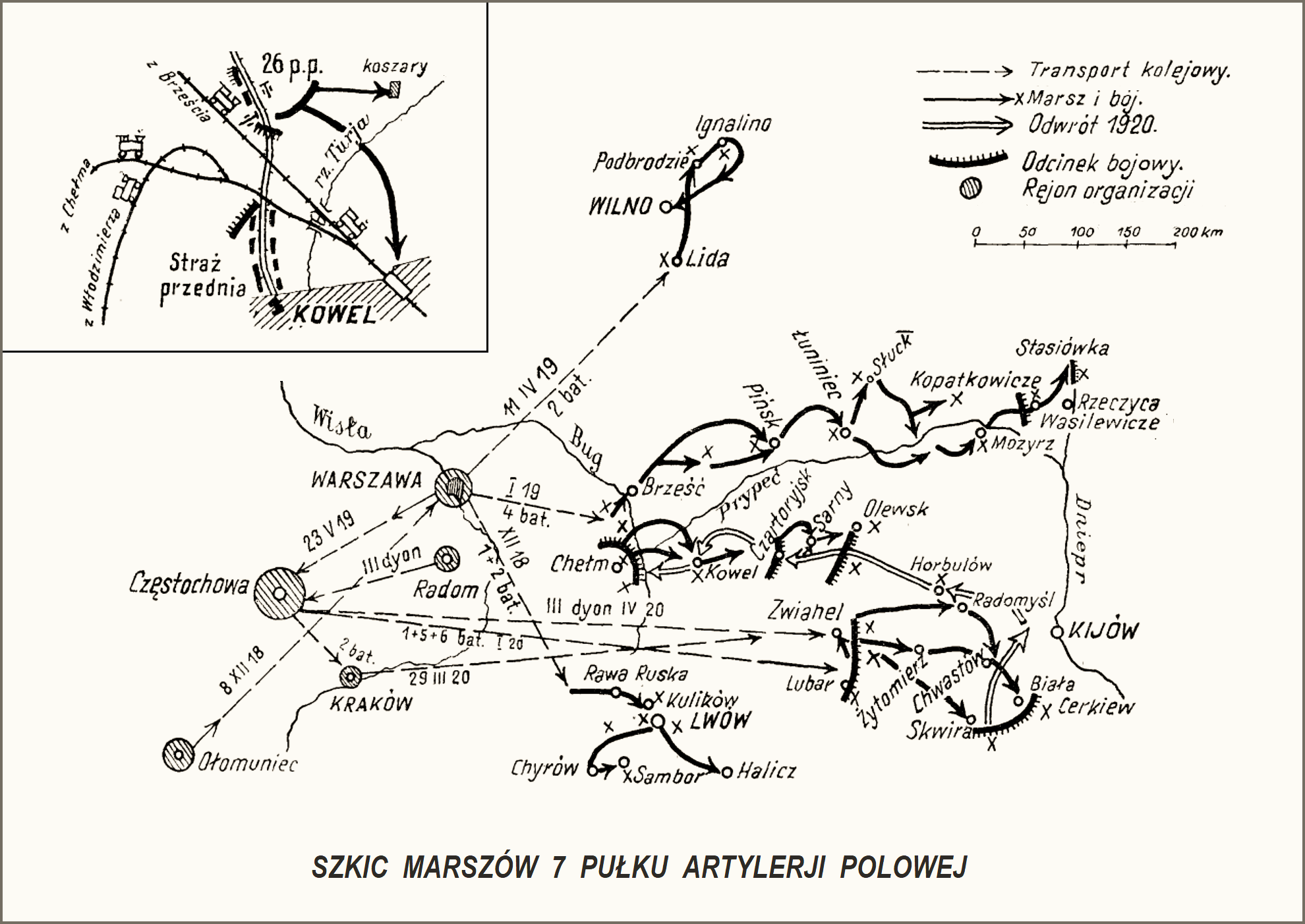
Marsze i boje 7 pap

7 Pułk Artylerii Lekkiej (7 pal) – oddział artylerii lekkiej Wojska Polskiego w II Rzeczypospolitej.
Pułk stacjonował w garnizonie Częstochowa, w Koszarach „Zacisze”.

Święto pułkowe obchodzono 12 września, w rocznicę zagonu na Kowel, przeprowadzonego w 1920 roku.

## Formowanie i walki
Powstał jako 7 pułk artylerii polowej. Swój rodowód wiąże z Polakami walczącymi w armii austriackiej, którzy z chwilą rozpadu monarchii znaleźli się w rejonie Ołomuńca na Morawach. Istniały tam baterie zapasowe jednostek artylerii. Transporty wojskowe z tego rejonu były wysyłane do Warszawy. W listopadzie 1918  zaczęto  organizować  poszczególne baterie tworząc 1 pap. Ten zaś 20 grudnia 1918 został przemianowany na 6 pułk artylerii polowej. Następnie 23 maja 1919 został on wcielony do 7 pułku artylerii polowej.
Pułk brał udział w walkach 1919, początkowo poszczególnymi bateriami. Wziął udział w wojnie polsko-bolszewickiej już jako pułk.
We wrześniu 1920 pułk dysponował armatami francuskimi i austriackimi 100 mm haubicami.

### Mapy walk pułku

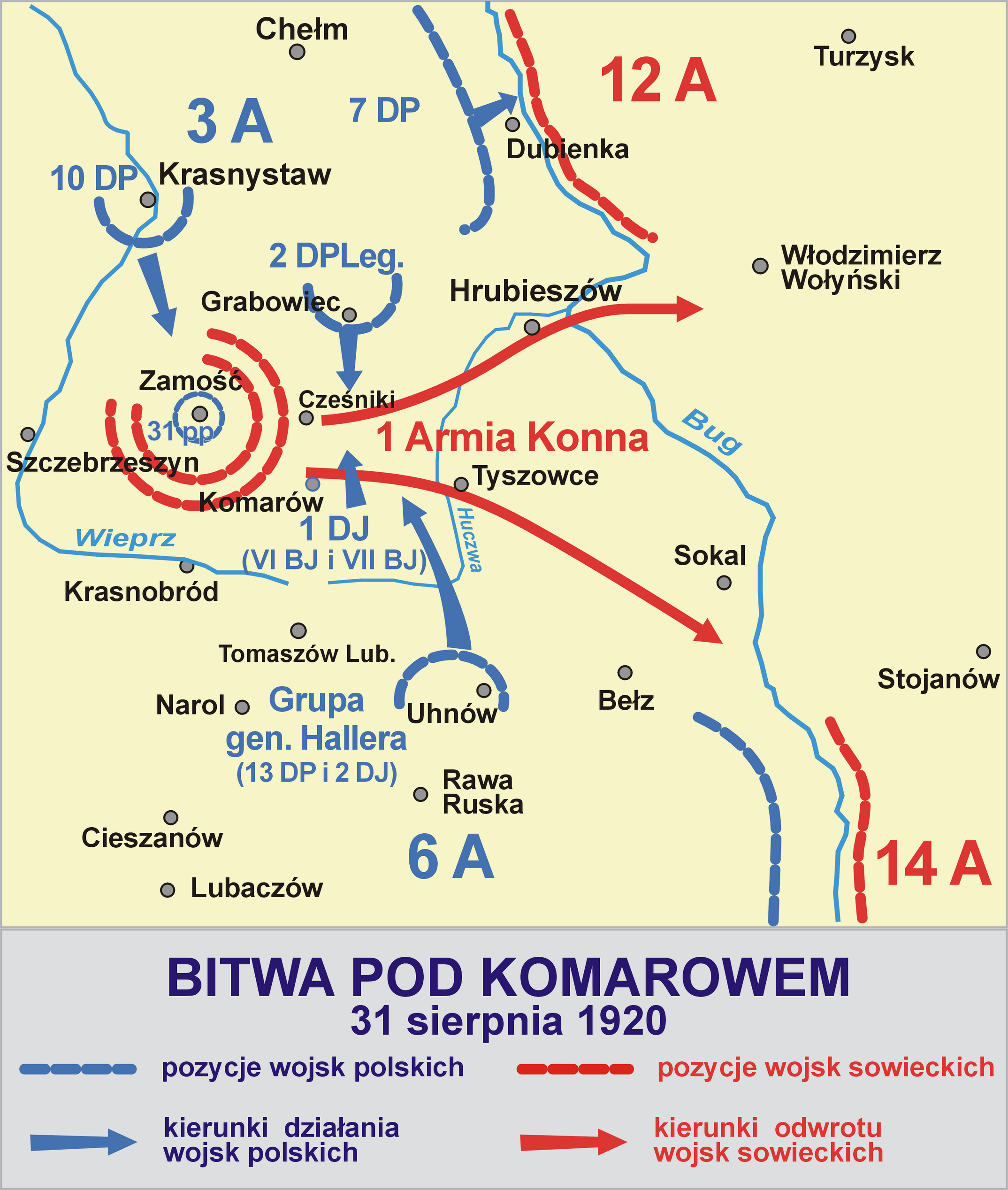
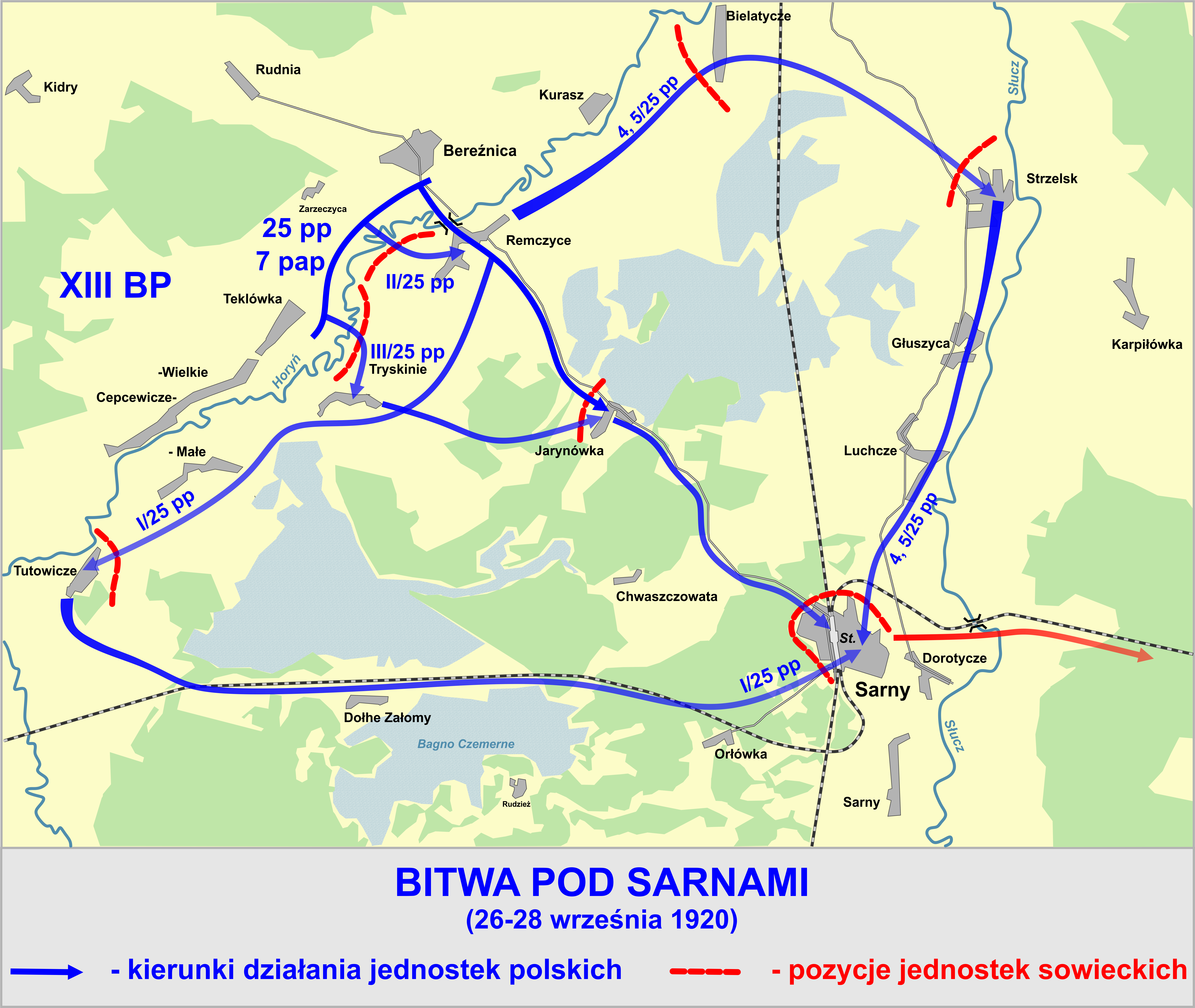

### Kawalerowie Virtuti Militari
| Żołnierze Pułku odznaczeni Krzyżem Srebrnym Orderu Wojskowego Virtuti Militari za wojnę 1918–1920 | Żołnierze Pułku odznaczeni Krzyżem Srebrnym Orderu Wojskowego Virtuti Militari za wojnę 1918–1920 | Żołnierze Pułku odznaczeni Krzyżem Srebrnym Orderu Wojskowego Virtuti Militari za wojnę 1918–1920 |
| ------------------------------------------------------------------------------------------------- | ------------------------------------------------------------------------------------------------- | ------------------------------------------------------------------------------------------------- |
| kpt. Stanisław Asłanowicz                                                                         | kan. Piotr Baczyński                                                                              | por. Kazimierz Baran                                                                              |
| por. Henryk Dudek                                                                                 | bomb. Antoni Graczyk                                                                              | por. Stanisław Hrebenda                                                                           |
| ppor. Władysław Jentys                                                                            | kpr. Wiktor Kafarski                                                                              | st. ogn. Józef Kaznowski                                                                          |
| plut. Edward Mazurkiewicz                                                                         | kpr. Jan Modrzejewski                                                                             | plut. Jan Ogonowski                                                                               |
| mjr Bolesław Pileski                                                                              | kan. Jan Poczęsny                                                                                 | kan. Zygmunt Psiuk                                                                                |
| ogn. Stefan Racśek nr 1401                                                                        | ppłk Adam Sielicki                                                                                | kan. Władysław Skonieczny                                                                         |
| kan. Franciszek Smigiel                                                                           | kpt. Wacław Śniechowski                                                                           | por. Kazimierz Stafiej                                                                            |
| ogn. Józef Weczera                                                                                |                                                                                                   |                                                                                                   |

### Obsada personalna pułku w latach 1919–1920
- dowódca pułku - płk Aleksander Kowalewski
- dowódca I dywizjonu - mjr Bolesław Pileski
- dowódca 1 baterii - por. Bolesław Pileski
- dowódca 2 baterii - por. Władysław Łoś
- dowódca 3 baterii - por. Stanisław Łepkowski
- dowódca II dywizjonu - por. Władysław Rudnicki (od VI 1919), od 1 XII 1919 kapitan[6]
- dowódca 4 baterii - por. Władysław Rudnicki (do VI 1919)
- dowódca 4 baterii - ppor. Wacław Śniechowski (od VI 1919)
- dowódca 4 baterii - por. Eustachy Kuryło
- dowódca III dywizjonu - kpt. Juliusz Sponar[a]
- dowódca 9 baterii - por. Kazimierz Baran

| Obsada personalna pułku w 1920 | Obsada personalna pułku w 1920       |
| Stanowisko                     | Stopień, imię i nazwisko             |
| ------------------------------ | ------------------------------------ |
| Dowódca pułku                  | mjr Juliusz Sponar                   |
| Adiutant                       | por. Zygmunt Pieracki                |
| Lekarz                         | kpt. lek. Joel Mahlman               |
| Lekarz wet.                    | rtm. lek. wet. Józef Porębowicz      |
| Kapelan                        | ks. Stanisław Foryś                  |
| Oficer kasowy                  | ppor. Edward Braun                   |
| Dowódca I dywizjonu            | mjr Bolesław Pilecki                 |
| Adiutant                       | por. Aleksander Zecan                |
| Lekarz wet.                    | rtm. lek. wet. Maksymilian Gąsior    |
| Lekarz wet.                    | por. lek. wet. Bronisław Augustyński |
| Oficer prowiantowy             | ppor. Bronisław Sułkowski            |
| Oficer kasowy                  | ppor. Kazimierz Brandt               |
| Dowódca 1 baterii              | wz. por. Ludwik Skwarczyński         |
| Oficer baterii                 | ppor. Kazimierz Stafiej              |
| Oficer baterii                 | ppor. Kazimierz Weryński             |
| Dowódca 2 baterii              | por, Władysław Łoś                   |
| Oficer baterii                 | por. Stanisław Hrebenda              |
| Oficer baterii                 | ppor. Wincenty Bereźniewicz          |
| Oficer baterii                 | ppor. Henryk Dudek                   |
| Dowódca 3 baterii              | por./kpt. Stanisław Asłanowicz       |
| Oficer baterii                 | por. Antoni Wrona                    |
| Oficer baterii                 | ppor, Władysław Jentys               |
| Oficer baterii                 | ppor. Edward Szemajko                |
| Dowódca II dywizjonu           | mjr Adam Sielicki                    |
| Adiutant                       | ppor. Franciszek Kaszny              |
| Lekarz wet.                    | rtm. lek. wet. Józef Porębowicz      |
| Lekarz wet.                    | rtm. lek. wet. Maksymilian Gąsior    |
| Oficer kasowy                  | por. Tadeusz Rakowicz                |
| Dowódca 4 baterii              | ppor. Wacław Śniechowski             |
| Oficer baterii                 | ppor. Józef Korus                    |
| Dowódca plutonu                | ppor. Eustachy Kuryło                |
| Oficer baterii                 | ppor. Władysław Ryter                |
| Oficer baterii                 | ppor. Kazimierz Waygart              |
| Oficer baterii                 | pchor. Jerzy Kirchmayer              |
| Dowódca 5 baterii              | por. Tadeusz Pindelski               |
| Oficer baterii                 | ppor. Tadeusz Danko                  |
| Oficer baterii                 | ppor. Jan Dąbrowski                  |
| Dowódca 6 baterii              | por. Wojciech Bardach                |
| Oficer baterii                 | ppor. Edward Chlebik                 |
| Oficer baterii                 | ppor. Stanisław Rybicki              |
| Oficer baterii                 | ppor. Kazimierz Szpądrowski          |
| Dowódca III dywizjonu          | kpt. Maksymilian Wzacny              |
| Adiutant                       | por. Ignacy Kahane                   |
| Lekarz wet.                    | rtm. lek. wet. Józef Porębowicz      |
| Dowódca 7 baterii              | por. Piotr Jezierski                 |
| Oficer baterii                 | ppor. Władysław Majewski             |
| Oficer baterii                 | ppor. Marian Westfalewicz            |
| Dowódca 8 baterii              | por. Szymon Storch                   |
| Oficer baterii                 | por, Henryk Kraczkiewicz             |
| Oficer baterii                 | ppor. Tadeusz Derula                 |
| Oficer baterii                 | ppor. Kazimierz Jordan               |
| Oficer baterii                 | ppor. Stanisław Mossakowski          |
| Dowódca 9 baterii              | por. Kazimierz Baran                 |
| Oficer baterii                 | ppor. Marian Mystkowski              |

## Pułk w okresie pokoju

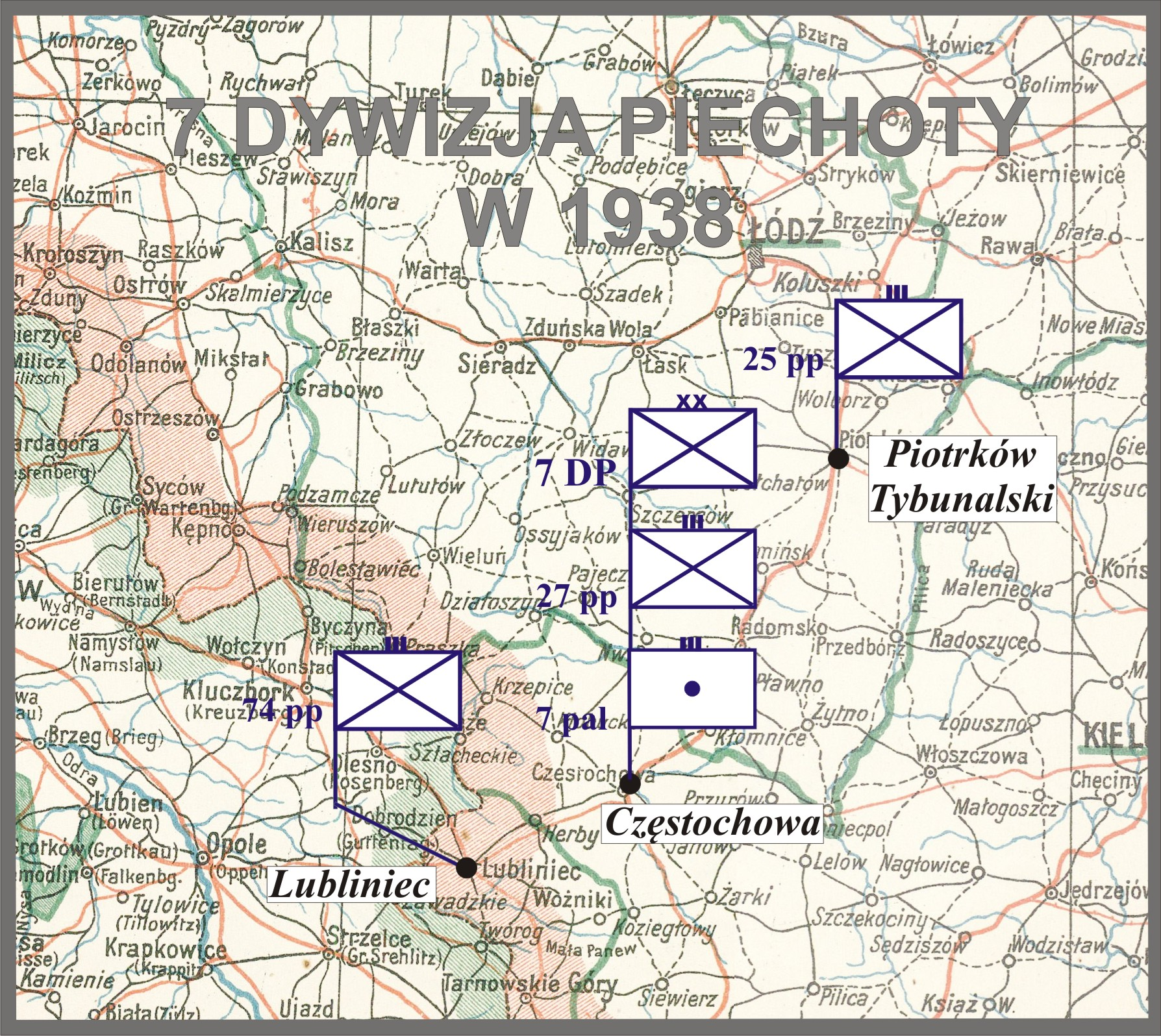
7 Dywizja Piechoty w 1938

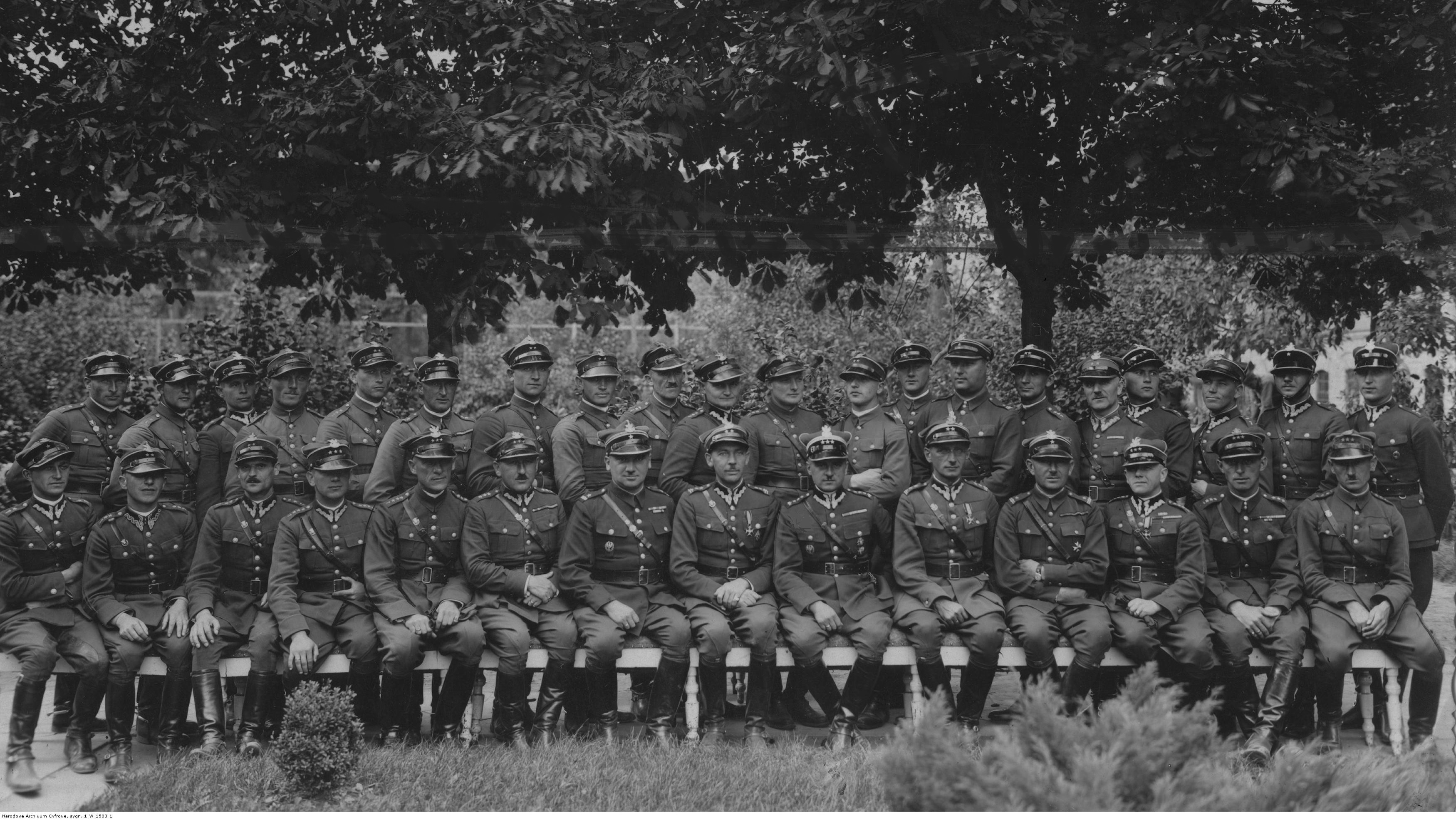
Korpus oficerski 7 pal w Częstochowie - d-ca płk dypl. Józef Kapciuk siedzi szósty z prawej; październik 1934 r.

Po zakończeniu działań bojowych w 1921 pułk przemieszczono do Częstochowy, która stała się garnizonem pułku. Pułk wchodzi wtedy w skład 7 Dywizji Piechoty.
23 sierpnia 1924 roku zginął tragicznie dowódca oddziału, pułkownik Jerzy Krynicki. Wymieniony oficer „przechadzał się po dziedzińcu koszarowym i nagle z niewiadomych przyczyn, wypalił rewolwer, znajdujący się w kieszeni pułkownika, raniąc go w pachwinę. Mimo natychmiastowej pomocy, pułkownik Krynicki w krótkim czasie zmarł. Wypadek ten wywarł bardzo silne wrażenie tak w gronie oficerów, jak i w całym mieście”.
31 grudnia 1931 roku Minister Spraw Wojskowych marszałek Polski Józef Piłsudski przemianował 7 pułk artylerii polowej na 7 pułk artylerii lekkiej.

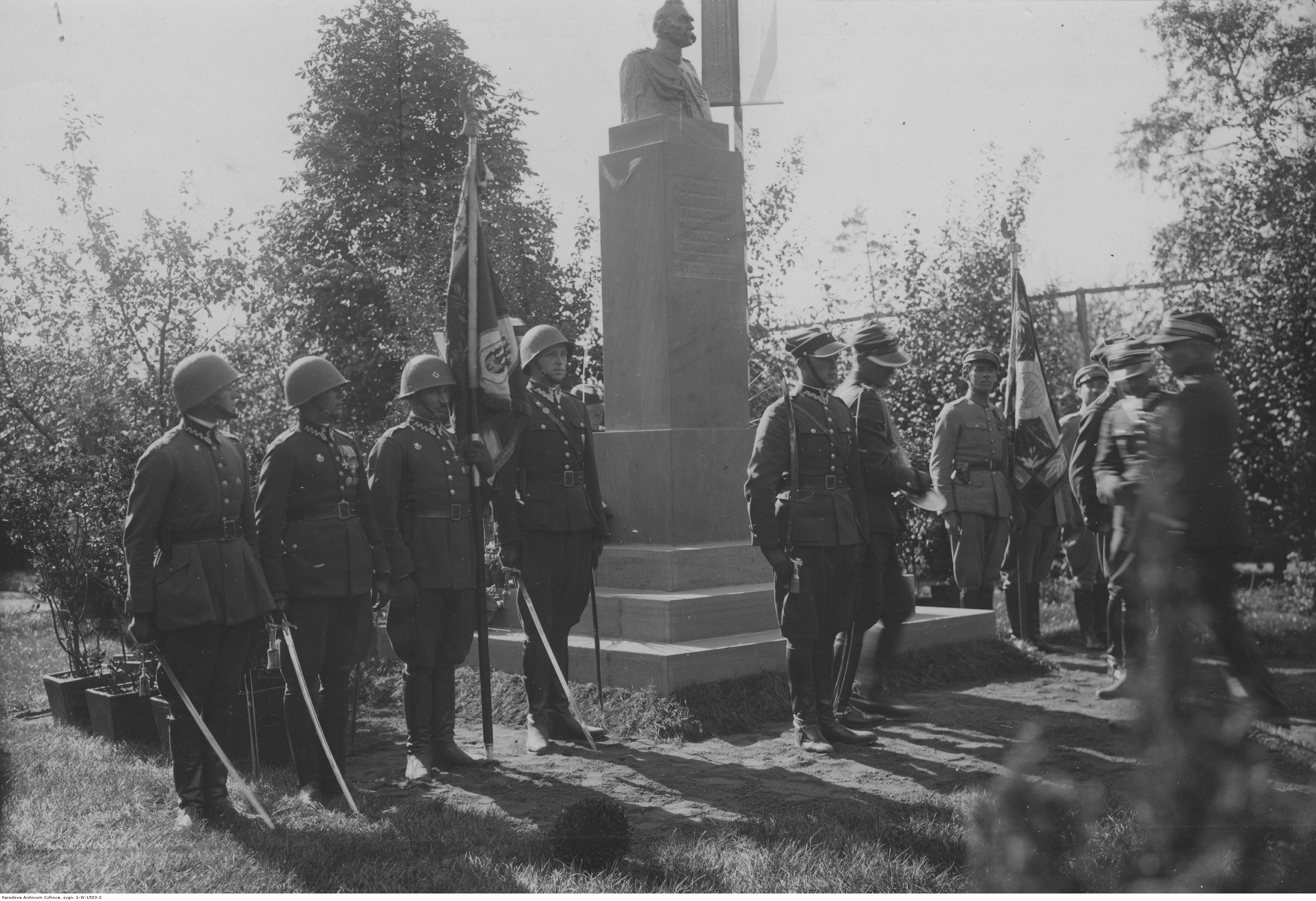
Święto 7 pal w Częstochowie - odsłonięcie pomnika Marszałka Józefa Piłsudskiego; październik 1934 r.

W maju 1939 roku została wprowadzona nowa organizacja pokojowa pułku, zgodnie z którą liczył on trzy dywizjony po dwie baterie przy czym I dywizjon był uzbrojony w 75 mm armaty wz. 1897, natomiast II i III dywizjon w 100 mm haubice wz. 1914/1919 P.
| Obsada personalna i struktura organizacyjna w marcu 1939 | Obsada personalna i struktura organizacyjna w marcu 1939 |
| -------------------------------------------------------- | -------------------------------------------------------- |
| dowódca pułku                                            | ppłk Stanisław Marian Wojtowicz                          |
| I zastępca dowódcy                                       | ppłk Mieczysław Eugeniusz Hubert                         |
| adiutant                                                 | kpt. Bronisław Kowalski                                  |
| naczelny lekarz medycyny                                 | kpt. dr Ajzyk Wolberg                                    |
| starszy lekarz weterynarii                               | mjr Józef Wiślicki                                       |
| młodszy lekarz weterynarii                               | por. Wiktor Jerzy Bazylczuk                              |
| oficer zwiadowczy                                        | vacat                                                    |
| II zastępca dowódcy (kwatermistrz)                       | mjr Jan Filipowski                                       |
| oficer mobilizacyjny                                     | kpt. Włodzimierz Wodzinowski                             |
| zastępca oficera mobilizacyjnego                         | por. Augustyn Morozewicz                                 |
| oficer administracyjno-materiałowy                       | kpt. Józef Mularczyk                                     |
| oficer gospodarczy                                       | kpt. int. Marian Łukasiewicz                             |
| oficer żywnościowy                                       | por Stanisław Ireneusz Oziembło                          |
| dowódca plutonu łączności                                | kpt. Andrzej Zbigniew Borkowski                          |
| oficer plutonu                                           | ppor. Mieczysław Jarkowski                               |
| dowódca szkoły podoficerskiej                            | kpt. adm. (art.) Stanisław I Pruski *                    |
| zastępca dowódcy                                         | por. Tadeusz Iżycki                                      |
| dowódca plutonu                                          | ppor. Bogdan Stanisław Algusiewicz                       |
| dowódca plutonu                                          | ppor. Bogusław Malczewski                                |
| dowódca plutonu                                          | ppor. Zbigniew Skulimowski                               |
| dowódca I dywizjonu                                      | mjr Stanisław Józef Ihnatowicz                           |
| dowódca 1 baterii                                        | kpt. adm. (art.) Stanisław I Pruski (*)                  |
| dowódca plutonu                                          | ppor. Czesław Góra                                       |
| dowódca 2 baterii                                        | por. Stanisław Bolesław Kurzeja                          |
| dowódca plutonu                                          | ppor. Zbigniew Ryszard Obodyński                         |
| dowódca 3 baterii                                        | kpt. dypl. Romuald Struczowski                           |
| dowódca plutonu                                          | ppor. Feliks Gozdan                                      |
| dowódca II dywizjonu                                     | mjr Bronisław Morawski                                   |
| dowódca 5 baterii                                        | mjr Edward Sternik                                       |
| dowódca plutonu                                          | ppor. Zdzisław Marian Wenzel                             |
| dowódca 6 baterii                                        | por. Edward Zygmunt Izdebski                             |
| dowódca III dywizjonu                                    | mjr Juliusz Możdżeń                                      |
| dowódca 7 baterii                                        | kpt. Władysław Sklenarz                                  |
| dowódca plutonu                                          | ppor. Ludwik Józef Łanucha                               |
| dowódca 8 baterii                                        | kpt. Ludomir Łuczkowski                                  |
| na kursie                                                | kpt. Marian Leźnicki                                     |
| na kursie                                                | por. Mieczysław Antoni Nejman                            |

### Klub sportowy
Drużyna piłki nożnej Wojskowego Klubu Sportowego 7 PAP Częstochowa w 1925 r. występował w klasie C.

## 7 pal w kampanii wrześniowej

### Mobilizacja
7 pułk artylerii lekkiej stacjonował w pobliżu granicy polsko-niemieckiej, z uwagi na narastanie stanu zagrożenia, 23 marca do etatów wojennych podniesiono stan 1 baterii armat, tworząc z niej tzw. „baterię alarmową”. Oprócz stanu czynnego baterię uzupełniono sukcesywnie rezerwistami z Częstochowy i najbliższych okolic. 15 sierpnia z żołnierzy stanu czynnego rozwinięto do stanu wojennego 7 baterię haubic. Obie baterie do chwili rozpoczęcia mobilizacji stacjonowały w koszarach. 7 pal rozpoczął mobilizację alarmową w dniu 24 sierpnia o godz. 7.00. Był mobilizowany w grupie niebieskiej w czasie od A+24 do A+60, pułk został zmobilizowany do pełnych etatów wojennych. Dodatkowo w ramach mobilizacji alarmowej w grupie niebieskiej w czasie od A+66 do A+72 zmobilizowano:
- pluton parkowy uzbrojenia nr 401,
- 64 dywizjon artylerii lekkiej (armat 75 mm wz.1897)[18].

24 sierpnia o godz. 11.00 do transportu kolejowego na stacji Stradom załadowała się 7 bateria haubic i wyjechała do Lublińca. W mobilizacji dostarczono wozy z poboru w 60% bez orczyków, dyszli lub z uszkodzonymi kołami, napraw ich dokonano do chwili wybuchu wojny. Zabrakło pistoletów dla części zmobilizowanych oficerów i podoficerów. Zabrakło pasów i menażek, które do wybuchu wojny udało się zakupić. Nastąpiły opóźnienia z poborem koni, co opóźniło mobilizację I dywizjonu. Ilość radiostacji była niewystarczająca, tylko 5 sztuk N2T. W dniach 24-26 sierpnia 1939 zmobilizowano pułk w składzie: dwóch dywizjonów haubic 100 mm i dywizjonu armat 75 mm. 25 sierpnia bateria 1/7 pal wymaszerowała z Częstochowy na przedpole, aby wesprzeć batalion I/27 pułku piechoty na rubieży Liszka Górna, Grabówka, Kawodrza z zadaniem osłony mobilizacji w garnizonie. 27 sierpnia po zakończeniu mobilizacji przegrupowano pułk i zakwaterowano: dowództwo 7 pal i III dywizjon w koszarach na Zaciszu, I dywizjon we wsi Częstochówka i Kule, II dywizjon we wsi Wyczerpy Dolne. 29 sierpnia poszczególne baterie zajęły stanowiska ogniowe. 30 sierpnia zwiady bateryjne i łączność zajęły wyznaczone wcześniej punkty obserwacyjne. 31 sierpnia prowadzono dalsze prace nad rozbudową sieci łączności, budowano stanowiska ogniowe i maskowano. Pluton topograficzno-ogniowy w dalszym ciągu kontynuował czynności pomiarowe i topograficzne. Z uwagi na stwierdzone rozpoznanie stanowisk ogniowych przez dywersantów niemieckich w rejonie Lublińca, 7 bateria haubic zmieniła stanowiska ogniowe na zapasowe we wsi Kochcice. Poszczególne dywizjony zostały przydzielone do pułków 7 Dywizji Piechoty: I – 27 pułku piechoty, II – 25 pułku piechoty, III – 74 Górnośląskiego pułku piechoty. Po wymarszu z Częstochowy poszczególne dywizjony pułku zajęły stanowiska ogniowe za pozycjami piechoty na odcinku pomiędzy Krzepicami a Lublińcem na północnym skrzydle Armii „Kraków”. W kampanii wrześniowej pułk wziął udział w ramach 7. Dywizji Piechoty, która wchodziła w skład Armii „Kraków”.

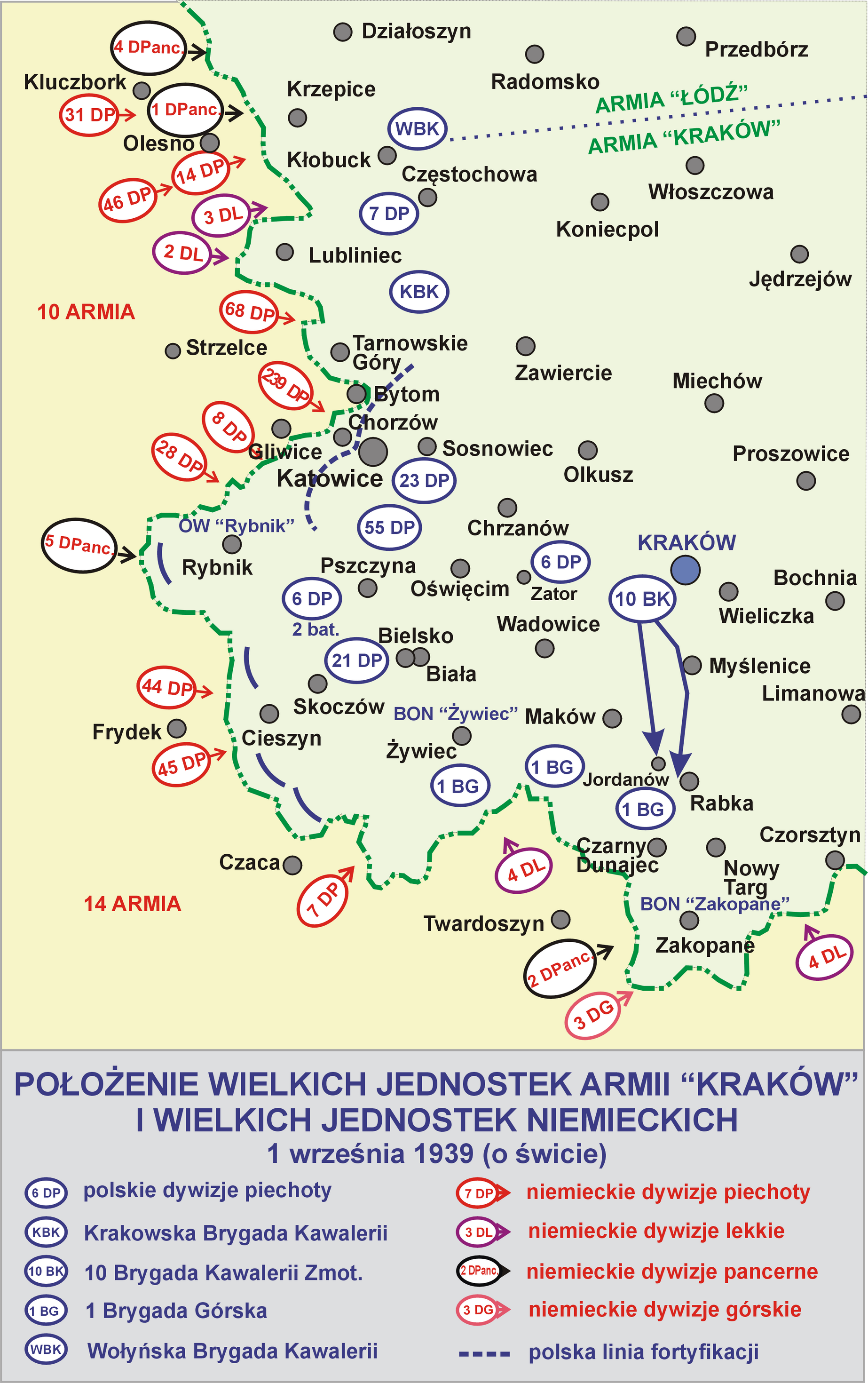
Pułk walczył w składzie 7DP

### Działania bojowe

#### Walki w rejonie Częstochowy
1 września przed główną pozycją obrony 7 DP były wysunięte Oddziały Wydzielone: „Truskolasy” z batalionem I/27 pp i baterią 1/7 pal na stanowiskach ogniowych w lesie Wręczyce, oraz „Lubliniec” z batalionem I/74 pp i baterią 7/7 pal na stanowiskach ogniowych w pobliżu wsi Kochcice. OW „Truskolasy” w walce wytrwał do godz.15.00, pomimo ostrzału artylerii niemieckiej i nalotów lotnictwa niemieckiego, po zranieniu dowódcy OW i dowódcy baterii nastąpił chaotyczny odwrót ze stanowisk. 1 bateria podczas odwrotu wycofała się bez większych strat, utraciła jedynie kilku żołnierzy łączności, większość niewystrzelonej amunicji i część kabla telefonicznego. OW „Lubliniec” stawił opór niemieckiej piechocie z 4 Dywizji Piechoty już od świtu. Niemiecka artyleria ostrzelała opuszczone 31 sierpnia stanowiska ogniowe, 7 bateria haubic zatrzymała niemieckie natarcie efektywnym ostrzałem w rejonie wsi Glinica. Wsparcia 7 bateria haubic udzieliła też obrońcom Lublińca. Po czym ostrzelała ponowne natarcie niemieckiej piechoty na Glinice. Pod ostrzał haubic 7/7 pal dostała się też maszerująca drogą Glinica-Lubecko bateria artylerii niemieckiej. Po kolei ostrzelano samochody transportujące niemiecką piechotę i niemieckie stanowiska moździerzy, eliminując je. Po ciężkiej walce piechoty i efektywnym wsparciu 7 baterii, aż do końca ostrzeliwującej niemieckie stanowiska wyjściowe, o godz.11.30 OW „Lubliniec” wycofał się w porządku do rejonu Kochanowic, dołączając do sił głównych 74 pp. 7/7 pal wystrzeliła do godz.11.30 ok. 250 pocisków. Z rejonu Kochanowic 7 bateria haubic ponownie ostrzeliwała stanowiska niemieckie ogniem nękającym. Bateria podczas wycofania się utraciła patrol telefoniczny i znaczną ilość kabla telefonicznego. Pomimo to, wystrzeliła około 30 pocisków, umilkła po zbombardowaniu jej na nowych stanowiskach ogniowych. Z uwagi na częściowe okrążenie 74 pp przez jednostki niemieckie, bateria 7/7 pal wycofała się bez styczności z wrogiem z Kochanowic do Częstochowy. Tu zajęła stanowiska ogniowe w szykach III dywizjonu w pobliżu starostwa. Wraz z dywizjonem wspierała 25 pp.   
2 września siły główne 7 DP na głównej pozycji obrony były ostrzeliwane przez niemiecką artylerię i atakowane przez lotnictwo niemieckie. Nieprzyjaciel wykonał kilka rozpoznawczych ataków na obronę 7 DP, odparte zostały ogniem artylerii i broni piechoty. Bateria 6/7 pal zatrzymała niemieckie natarcie z udziałem czołgów na odcinku 27 pp. Dywizjon I/7 pal tego dnia działał w szykach 27 pp jako artyleria bezpośredniego wsparcia. Od rana I dywizjon ostrzeliwał niemieckie oddziały rozpoznawcze wsparte pojazdami pancernymi, następnie ostrzelał zaobserwowany w rejonie wsi Biała wyładowujący się z samochodów niemiecki batalion piechoty. W rewanżu dwie ciężkie baterie niemieckie ostrzelały stanowiska polskiej obrony, a atak lotnictwa niemieckiego skierował się na dowództwo I dywizjonu. Z punktu obserwacyjnego 3 baterii armat, zaobserwowano we wsi Libidza grupę niemieckich czołgów, które skutecznie ostrzelano, zmuszając je do odwrotu. I dywizjon armat ostrzelał kolumny marszowe, niemieckiej 1 Dywizji Pancernej kierujące się na Gidle. Tuż przed zmrokiem na obronę 27 pp w rejonie Kiedrzyna, wyszło silne natarcie niemieckie. Broniąca się piechota ogniem armat przeciwpancernych, karabinów ppanc., wspólnie z dywizjonem I/7 pal unieruchomiono ok. 40 niemieckich czołgów. Atakowane od strony południowo-zachodniej pozycje 25 pp, były skutecznie wspierane przez III dywizjon haubic. Haubice dywizjonu ostrzeliwały od południa kierunek Dźbów, bateria 9 haubic wystrzeliła 206 pocisków. Wobec groźby okrążenia 74 pp wycofał się on na nowe stanowiska obronne na północny skraj lasów na wschód od Częstochowy. Wraz z 74 pułkiem pomaszerował jako wsparcie II dywizjon haubic, z zadaniem zajęcia stanowisk ogniowych w rejonie Mstowa. W trakcie przemieszczania się, II/7 pal dwukrotnie był nieskutecznie atakowany przez niemieckie lotnictwo. 2 września oddziały niemieckie zaczęły okrążać 7 Dywizję Piechoty i ta musiała rozpocząć odwrót na wschód w kierunku Janowa. Odwrót ten był utrudniony z uwagi na zatłoczenie dróg. Po godz.20.30 7 pal rozpoczął odwrót dywizjonami wraz z piechotą. I dywizjon z uwagi na wcześniejsze zejście ze stanowisk 27 pp maszerował w ślad za nim samodzielnie. III/7 pal przemieszczał się z 25 pp.    
3 września w godzinach porannych 7 pal zajął stanowiska w ugrupowaniu obronnym 7 DP. I/7 pal wraz 27 pp zajął stanowiska na północno-zachodnim skraju lasów na północ od Janowa. III/7 pal zajął stanowiska wraz z 25 pp na skraju lasu na wschód od Olsztyna, II/7 pal wraz z 7 dac i 74 pp jako odwód dywizji w lesie na zachód od Złotego Potoku. O godz.10.00 od strony Lelowa i Żarek nastąpiło gwałtowne natarcie oddziałów niemieckiej 2 Dywizji Lekkiej i 3 Dywizji Lekkiej. Wobec powyższego niepełny 74 pp wsparty przez II/7 pal i 7 dac o godz.11.00 zajął stanowiska obronne frontem na wschód, w lesie na zachód od Złotego Potoku. Artyleria prowadziła ostrzał ogniem pośrednim i na wprost do pojazdów i piechoty. Wraz z piechotą unieruchomiła kilkadziesiąt pojazdów niemieckich, w tym też i pancernych. Po południu po godz.14.00 rozkazem gen. Janusza Gąsiorowskiego okrążone oddziały 7 DP usiłowały przebić się w kierunku Szczekocin nad Pilicą. Po początkowym powodzeniu atak został załamany. Oddziały w rejonie Złotego Potoku broniły się do wieczora, wówczas od strony północno-zachodniej uderzyły oddziały niemieckiej 46 DP. II dywizjon haubic zajmował stanowiska w rejonie folwarku Ciecieszyn. Po zmroku podjęto następną próbę przedarcia się przez okrążenie w kierunku Pilicy, próbę wspierał ogniem II/7 pal. Doszło do zaciętego pojedynku z niemiecką artylerią, 6/7 pal utraciła następną haubicę. Z uwagi na nieudaną próbę przebicia się podjęto decyzję o zniszczeniu ciężkiego sprzętu, w tym haubic poprzez zniszczenie przyrządów celowniczych i zamków. Przebijano się  nocą 3/4 września do lasów pod Drochlinem na północ od Lelowa grupami. W lesie na zachód od Janowa obronę zajął 25 pp ze wsparciem III/7 pal. W południe na obronę 25 pp nacierała piechota z niemieckiej 4 DP, pomimo wsparcia niemieckiej artylerii obrona była skuteczna. Niebawem na tyły obrony wjechały oddziały niemieckiej 3 DLek., z tego względu przerwano walkę i 25 pp z III dywizjonem haubic odmaszerowały w kierunku na Koniecpol. Na północ od Janowa maszerujące oddziały wpadły w zasadzkę, poniosły znaczne straty osobowe i w sprzęcie oraz uległy częściowemu rozproszeniu. Część obsług porzuciła swoje haubice i wycofała się w ślad za piechotą. Utracono baterie 7 i 8, próby uratowania haubic nie powiodły się. Bateria 9/7 pal zajęła przed wieczorem stanowiska ogniowe w rejonie Śmiertelnego Dębu skąd ostrzeliwała oddziały niemieckie. W nocy 3/4 września podjęto decyzję przebicia się w szyku pieszym, pozostawiono uszkodzone haubice. Przebicie częściowo udało się i część 9 baterii dołączyła do baterii 1/7 pal. 27 pp wraz z dywizjonem I/7 pal posiadał luźną styczność z patrolami niemieckimi. Po ich ostrzale przez I dywizjon wycofały się. Niespodziewanie na tyły 27 pułku i I dywizjonu wdarły się niemieckie czołgi w towarzystwie niemieckich motocyklistów. 1 i 3 baterie odskoczyły w las, bez większych strat. 2 bateria zajęła stanowiska ogniowe i ogniem na wprost armat podjęła walkę niszcząc 3 czołgi niemieckie. Pod silnym ostrzałem niemieckim bateria poniosła ciężkie straty i pozostałości obsług wycofały się do lasu. Podjęto próbę odbicia armat przez żołnierzy 2 baterii wspartej działonem z 1 baterii i wszystkimi lkm dywizjonu. Próba się nie powiodła, zdołano jedynie wysadzić 3 armaty 2 baterii. Stojące w dukcie w lesie baterie 1 i 3 zostały zaatakowane przez motocyklistów i doszło do rozdzielenia I dywizjonu. Dowództwo I/7 pal z 3 baterią dołączyło do 27 pp. Podczas marszu w kierunku folwarku Dziadówka bocznymi leśnymi drogami ok. godz.16.00, kolumna została ostrzelana, co wywołało zamęt, spotęgowany przez ostrzał artylerii niemieckiej. Z dowództwem dywizjonu do lasu Złoty Stok, dotarł tylko jeden działon 3 baterii. Pozostała część baterii 3/7 pal wycofały się do lasu i pomaszerowały do wsi Pabianice, armaty zostały ustawione na dukcie leśnym i ogniem na wprost do wieczora odpierała natarcia niemieckie. Ponadto po odparciu ataków bateria ostrzelana została przez artylerię niemiecką, poniosła znaczne straty osobowe. Około godz.20.00 3 bateria otrzymała rozkaz od gen. Gąsiorowskiego przebijania się wraz z piechotą w kierunku wschodnim. W trakcie przebijania się bateria wsparła ogniem atakującą linie niemieckie piechotę. Od ostrzału niemieckiego utraciła jedną armatę. Na rozkaz dowódcy 7 DP w nocy 3/4 września zniszczono pozostałe 2 armaty i podjęto próbę przedarcia się przez linie niemieckie w grupach. Pozostałości I dywizjonu dołączyły do 25 pp wycofującego się przez Bystrzanowice i podczas nocnego marszu w trakcie potyczek pododdziały pogubiły się.   
Resztki I dywizjonu zebrały się o świcie 4 września w Lgocie Gawronnej na południowy zachód od Lelowa. Rano 4 września resztki dywizjonu stoczyły walkę o wyrwanie się z okrążenia, bez powodzenia, rozkazem mjr Stanisława Ihnatowicza pozostałą armatę, wozy i konie ukryto w lesie, sformowano 80 osobowy pododdział pieszy. Wspólnie z resztkami batalionu II/27 pp, resztki dywizjonu I/7 pal przebiły się z kotła i dotarły w rejon Gór Świętokrzyskich, gdzie 20 września zostały rozwiązane. 4 września był kresem istnienia 7 pal, tego dnia przed południem resztki II dywizjonu dostały się do niemieckiej niewoli w lesie na południe od Złotego Potoku. Wobec dużego nasycenia terenu przez oddziały niemieckie płk dypl. Adam Świtalski podjął decyzje wydostania się z okrążenia pojedynczych pododdziałów. Ostatecznie z kotła zdołała wyjść 1 bateria kpt. Stanisława Pruskiego, z resztkami 2 baterii i kolumną amunicyjną dywizjonu. W trakcie marszu do Maluszyna dołączyła do resztek batalionu I/25 pp.      

#### Działania bojowe 1 baterii 7 pal
Bateria wraz z resztkami batalionu I/25 pp osiągnęła rejon miasta Końskie, liczyła 3 działony z armatami. Wokół nich zbierały się grupki rozbitków z 7 DP. Po dalszym marszu 5 września osiągnęła las Budzisław na zachód od Łopuszna. Nocą 5/6 września dotarła ona w komplecie w rejon lasu koło wsi Niebo, gdzie znajdowały się stanowiska 36 Dywizji Piechoty, szykujące się do walki na przedpolach Końskich. Bateria ta następnie stała się artylerią 36 DP rez. 6 września o godz.20.00 niemiecki batalion piechoty z baterią artylerią uderzył na Rudę Maleniecką, celem zdobycia przeprawy na rzece Czarna. Obronę przeprawy prowadził batalion I/163 pułku piechoty, wsparty baterią 1/7 pal ze stanowisk ogniowych pomiędzy Maleniec i Koliszowy. Ostrzał baterii zadał znaczne straty piechocie niemieckiej na odcinku między Rudą Maleniecką, a Wyszyną. 7 września rano batalion zbiorczy 7 DP wraz z baterią 1/7 pal osiągnął las między Rogowem, a Piłą. O godz.14.00 oddziały niemieckiej 1 DLek. z rejonu Rudy Malenieckiej, przy silnym wsparciu artylerii rozpoczęły natarcie na obronę 163 pp w rejonie Kazanowa. 1/7 pal oddała kilkanaście salw i jej stanowiska ogniowe pod wsią Piła, zostały nakryte salwami niemieckimi, korygowanymi z samolotu obserwacyjnego. O godz.21.00 oddziały 36 DP rez. podjęły odwrót, 1 bateria maszerowała w kolumnie 165 pułku piechoty poprzez Piasek, Furmanów, Antoniów w rejon leśniczówki Barak, gdzie dotarła dopiero przed południem 8 września. Zauważono ruch niemieckich kolumn zmotoryzowanych na szosie Skarżysko Kamienna-Szydłowiec. O godz.15.00 wyruszyło natarcie 36 DP rez. mającej za zadanie przebicie się w kierunku wsi Kierz Niedźwiedzi. W trakcie walki bateria wspierała batalion II/163 pp, który stoczył walkę z niemieckim oddziałem pancerno-motorowym, trzy armaty baterii ogniem na wprost unieruchomiły kilka niemieckich pojazdów pancernych i przyczyniły się do rozbicia oddziału niemieckiego. Po dotarciu do lasu w rejonie wsi Kierz Niedźwiedzi na rozkaz ppłk. Przemysława Nakoniecznikoffa pozostawiono armaty zabierając zamki i kompletne zaprzęgi. O godz.22.30 bateria poprzez Zbijów i Trębowiec pomaszerowała w kierunku Iłży. W południe 9 września spieszona bateria wraz z 163 pp doszła do lasu koło Jasieńca Dużego. Podczas dalszego marszu przez lasy starachowickie, w rejonie Piotrowego Pola napotkano duże ilości porzuconego i uszkodzonego sprzętu i broni 12 Dywizji Piechoty. Wykorzystując posiadane zamki armat i zaprzęgi odtworzono zdolność bojową baterii przywracając do użytku armaty 12 pułku artylerii lekkiej. Po odpoczynku podjęto dalszy marsz w kierunku wschodnim, rano 10 września 1/7 pal wraz z 163 pp dotarła do lasów Antoniowem na północ od Bałtowa. 10 września w godzinach przedpołudniowych, z uwagi na obsadzenie drogi do Wisły, przez oddziały niemieckie, ppłk. Przemysław Nakoniecznikoff rozwiązał oddziały 36 DP rez. i polecił przedzierać się w grupach z bronią ręczną za Wisłę. Po południu kpt. Stanisław Pruski rozwiązał 1 baterię i uszkodził prowadzone działa.            

### Oddział Zbierania Nadwyżek 7 pal
Po zakończeniu mobilizacji w koszarach 7 pal w Częstochowie pozostały nadwyżki osobowe, konie i wozy konne. Dowództwo objął kpt. Włodzimierz Wodzinowski, zastępcą został kpt. Józef Mularczyk. 30 sierpnia OZN 7 pal w sile ok. 200 żołnierzy, ok. 180 koni i kilkudziesięciu wozów pomaszerował do Ośrodka Zapasowego Artylerii Lekkiej nr 4 w Łodzi, gdzie dołączył. Maszerowano poprzez Radomsko, Bełchatów do Chojny koło Łodzi. Z uwagi na postępy wojsk niemieckich, nocą 5/6 września OZAL nr 4 wymaszerował z Łodzi i udał się w kierunku wschodnim po trasie: Brzeziny, Skierniewice, Mszczonów, Góra Kalwaria, Garwolin, Parczew, Włodawa. Wraz z OZAL nr 4 dotarł do Lubomla. Po agresji sowieckiej wycofał się w kierunku Bugu. Prawdopodobnie 20 września z Karolówki pod Włodawą pozostałość OZAL nr 4 pod dowództwem mjr Jana Sałęgi pomaszerował przez Chełm Lubelski, Dubienkę, Hrubieszów, Tyszowce, Krasnobród do rejonu Tarnogrodu. W tym rejonie resztki OZAL nr 4 zostały okrążone przez wojska sowieckie i dostały się do niewoli.
| Struktura organizacyjna i obsada personalna we wrześniu 1939 | Struktura organizacyjna i obsada personalna we wrześniu 1939 |
| Stanowisko                                                   | Stopień, imię i nazwisko                                     |
| Dowództwo                                                    | Dowództwo                                                    |
| ------------------------------------------------------------ | ------------------------------------------------------------ |
| dowódca pułku                                                | ppłk Mieczysław Hubert                                       |
| adiutant pułku                                               | kpt. Bronisław Kowalski                                      |
| oficer zwiadowczy                                            | kpt. Józef Mularczyk                                         |
| oficer łączności                                             | por. Tadeusz Iżycki                                          |
| oficer płatnik                                               | kpt. Marian Łukasiewicz                                      |
| dowódca plutonu topograficzno-ogniowego                      | ppor. rez. Tadeusz Białas                                    |
| I dywizjon (12 armat 75 mm)                                  |                                                              |
| dowódca dywizjonu                                            | mjr Stanisław Ihnatowicz                                     |
| adiutant dywizjonu                                           | por. Augustyn Wojciech Morozewicz                            |
| oficer zwiadowczy                                            | ppor. rez. Jan Franciszek Rutkiewicz                         |
| lekarz weterynarii dywizjonu                                 | por. lek. wet. rez. Bronisław Jan Augustyński                |
| 1 bateria                                                    | kpt. Stanisław Pruski                                        |
| oficer zwiadowczy                                            | ppor. rez. Wiktor Szczepan Przedpełski                       |
| dowódca I plutonu                                            | pchor. rez. Józef Świerczyński                               |
| dowódca II plutonu                                           | pchor. rez. Karol Bitowit                                    |
| 2 bateria                                                    | por. Stanisław Bolesław Kurzeja                              |
| oficer ogniowy                                               | ppor. Feliks Gozdan                                          |
| 3 bateria                                                    | ppor. Czesław Góra                                           |
| oficer zwiadowczy                                            | ppor. rez. Stanisław Marian Bzowski                          |
| oficer ogniowy                                               | ppor. rez. Stanisław Robert Kulej                            |
| II dywizjon (12 haubic 100 mm)                               |                                                              |
| dowódca dywizjonu                                            | kpt. Ludomir Franciszek Łuczkowski                           |
| dowódca dywizjonu                                            | kpt. Andrzej Borkowski                                       |
| oficer obserwacyjny                                          | ppor. rez. Zbigniew Szczepan Egierski                        |
| oficer żywnościowy                                           | ppor. rez. Wacław Janikowski                                 |
| lekarz dywizjonu                                             | por. lek. rez. dr Jan Bielunas                               |
| 4 bateria                                                    | por. Stanisław Sobecki                                       |
| oficer zwiadowczy                                            | ppor. rez. Wacław Keller                                     |
| 5 bateria                                                    | por. Edward Zygmunt Izdebski                                 |
| 6 bateria                                                    | por. rez. Tadeusz Sołtys                                     |
| oficer zwiadowczy                                            | ppor. Jan Raczkowski                                         |
| oficer ogniowy                                               | ppor. rez. Tadeusz Jan Cianciara                             |
| dowódca I plutonu                                            | ppor. rez. Tadeusz Kamil Woźniakowski                        |
| dowódca II plutonu                                           | pchor. rez. Jan Zych                                         |
| III dywizjon (12 haubic 100 mm)                              |                                                              |
| dowódca dywizjonu                                            | mjr Juliusz Możdżeń                                          |
| lekarz dywizjonu                                             | ppor. san. rez. Aron Nikielburg                              |
| 7 bateria                                                    | ppor. Bogdan Stanisław Algusiewicz                           |
| oficer zwiadowczy                                            | ppor. rez. Roman Kozubski                                    |
| oficer ogniowy                                               | ppor. rez. Armin Rigo Sims                                   |
| dowódca I plutonu                                            | ppor. rez. Marian Józef Czuma                                |
| dowódca II plutonu                                           | ppor. rez. Antoni Józef Gongor                               |
| 8 bateria                                                    | por. Ludwik Łanucha                                          |
| 9 bateria                                                    | por. rez. Mikołaj Bykow                                      |
| oficer zwiadowczy                                            | ppor. rez. Zygmunt Stanisław Żarecki                         |
| oficer ogniowy                                               | ppor. Bogusław Aleksander Malczewski                         |
| dowódca I plutonu                                            | ppor. rez. Mieczysław Adam Antosz                            |
| dowódca II plutonu                                           | kpr. pchor. rez. Śmiałkowski                                 |

## Symbole pułkowe

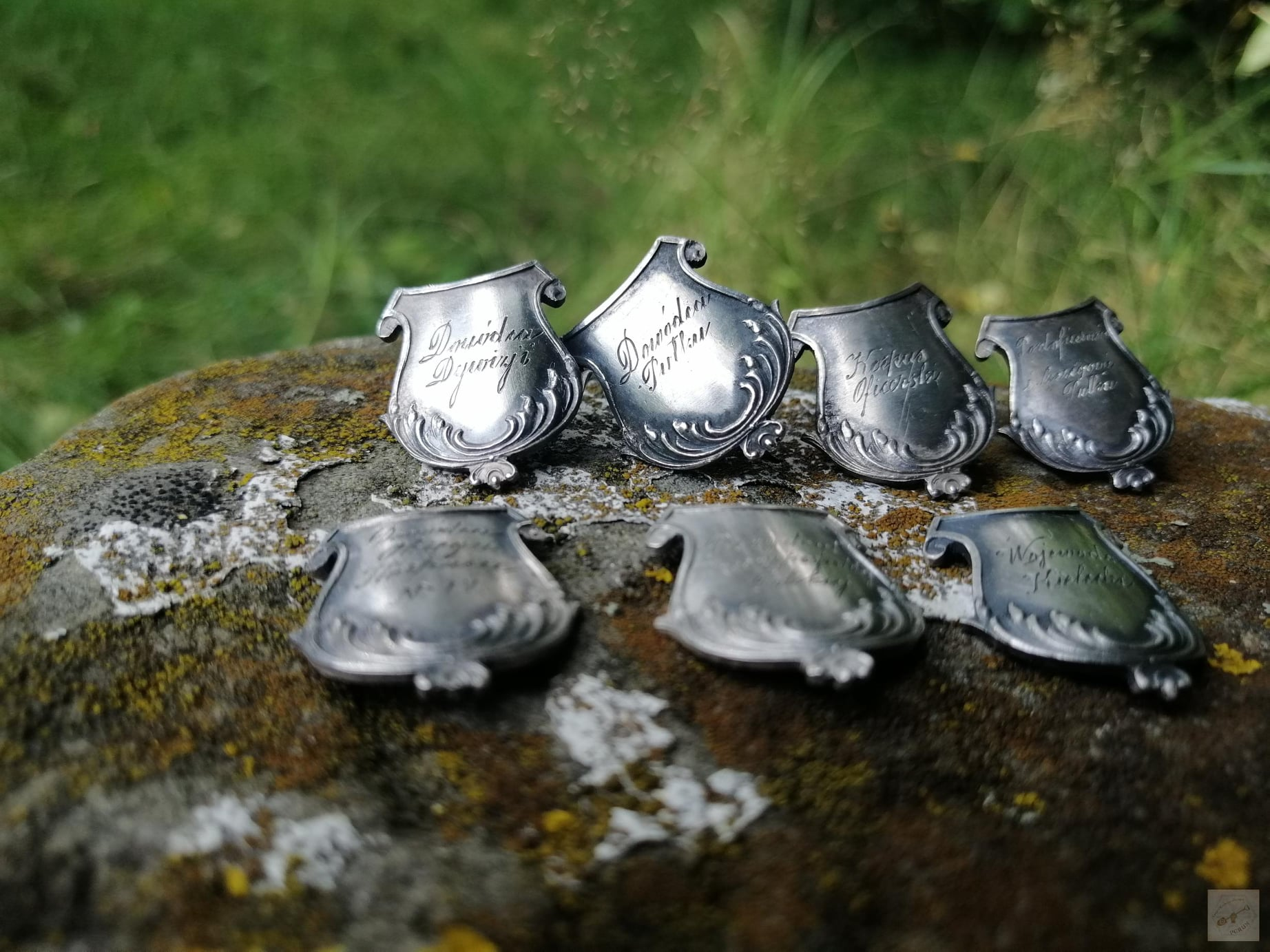
Gwoździe sztandaru

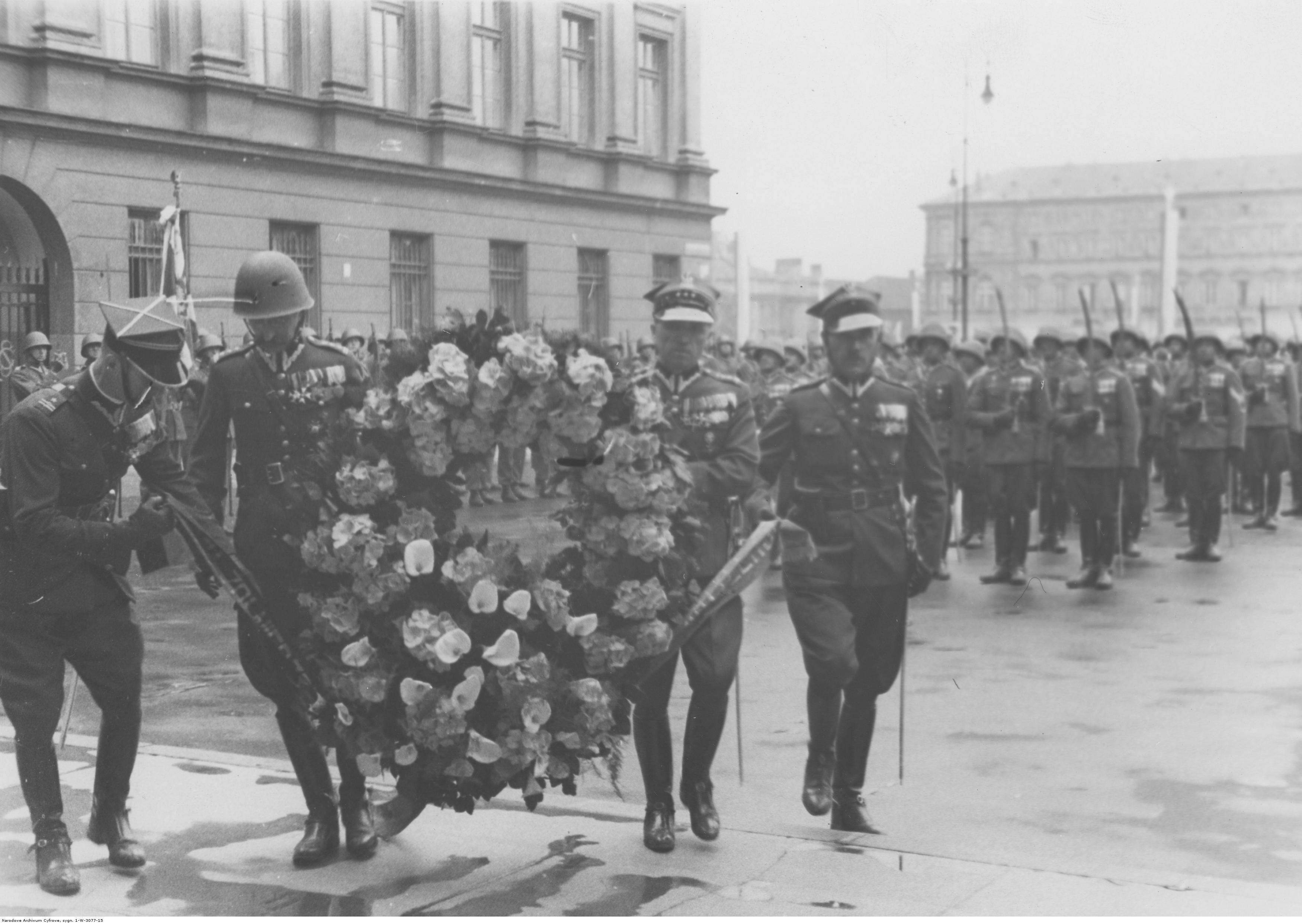
Wręczenie sztandarów artylerii i broni pancernej - delegacja jednostek artylerii OK Warszawa i Łódź składa wieniec na Grobie Nieznanego Żołnierza.

### Sztandar
16 grudnia 1937 Prezydent RP Ignacy Mościcki zatwierdził wzór sztandaru dla 7 pal.
26 maja 1938 na Polu Mokotowskim w Warszawie, minister spraw wojskowych generał dywizji Tadeusz Kasprzycki, w imieniu Prezydenta RP, wręczył dowódcy pułku sztandar.
O powojennych losach sztandaru brak jest informacji. 23 maja 2020 członkowie Stowarzyszenia Historyczno-Eksploracyjnego Grupa Częstochowska Perun i stowarzyszenia historycznego Reduta Częstochowa odnaleźli siedem z szesnastu gwoździ sztandarowych 7 pal w lesie, w okolicy Janowa i Złotego Potoku. Jest to pierwszy oficjalny ślad po zaginionym sztandarze.

Sztandar został wykonany zgodnie z wzorem określonym w rozporządzeniu Prezydenta Rzeczypospolitej z dnia 13 grudnia 1927 o godłach i barwach państwowych oraz o oznakach, chorągwiach i pieczęciach.

Na prawej stronie płata znajdował się amarantowy krzyż, w środku którego wyhaftowano orła w wieńcu laurowym. Na białych polach, pomiędzy ramionami krzyża, znajdowały się cyfry 7 w wieńcach laurowych.

Na lewej stronie płata sztandarowego, pośrodku krzyża kawaleryjskiego znajdował się wieniec taki sam jak po stronie prawej, a w wieńcu trzywierszowy napis „HONOR I OJCZYZNA”. W rogach sztandaru, w mniejszych wieńcach umieszczone były na tarczach:
- w prawym górnym rogu – wizerunek Matki Boskiej Częstochowskiej,
- w lewym górnym rogu – wizerunek św. Barbary,
- w prawym dolnym rogu – godło Częstochowy,
- w lewym dolnym rogu – odznaka pamiątkowa 7 pal

Na ramionach krzyża kawalerskiego znajdowały się wyhaftowane nazwy i daty ważniejszych bitew pułku:
- na górnym – „Kowel 12.IX.1920”,
- na dolnym – „Warszawa 12.XI.1918”,
- na lewym – „Lwów 15.I.1919”,
- na prawym – „Wilno 19.IV.1919”

### Odznaka pamiątkowa
16 lutego 1931 Minister Spraw Wojskowych zatwierdził wzór i regulamin odznaki pamiątkowej 7 pułku artylerii polowej. Odznaka o wymiarach 42 x 36 mm jest kompozycją krzyża barwy srebrzystej i ośmiu emaliowanych proporców pokrytych emalią zielono-czarną. Ramiona krzyża zakończone są kulkami. Krzyż obwiedziony jest wąską wypustką z białej emalii i na ramionach wpisano numer i inicjały „7 PAP”. W centrum orzeł wz. 1927, na srebrnej tarczy w otoku wieńca laurowego na tle skrzyżowanych złocistych luf armatnich. Dwuczęściowa - oficerska wykonana w srebrze, złocona i emaliowana, żołnierska - w tombaku. Wykonawcą odznak był Wiktor Gontarczyk z Warszawy.

## Żołnierze pułku
Dowódcy pułku

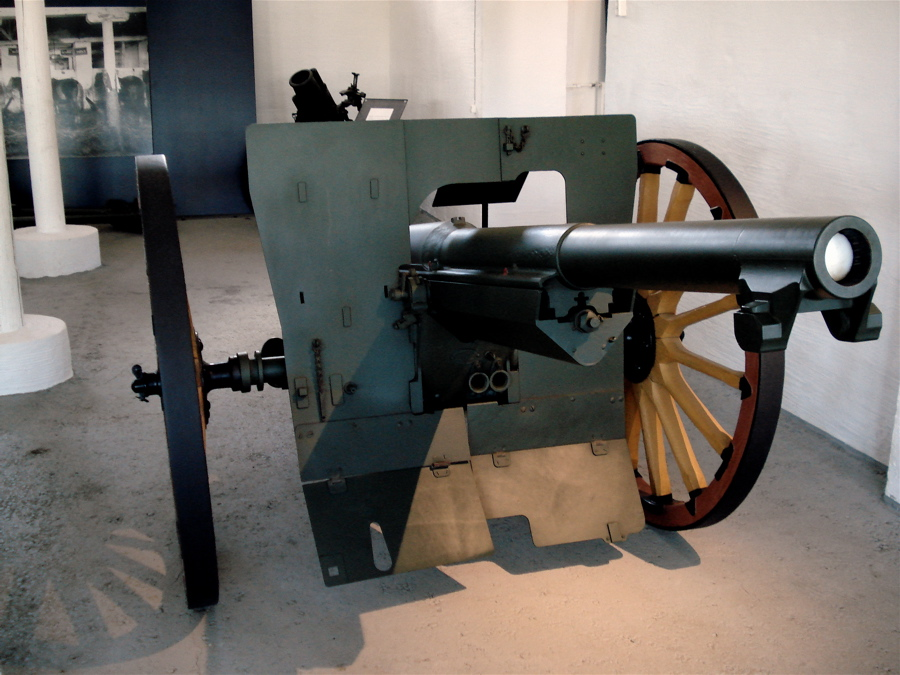
Armata 75 mm wz. 1897

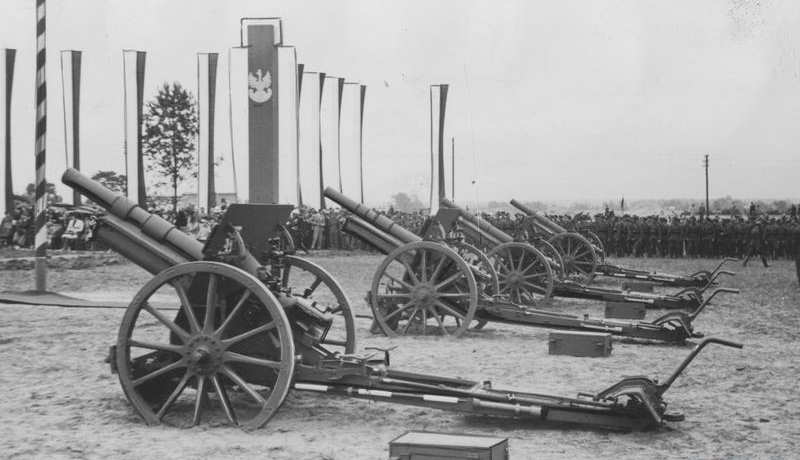
Haubice 100 mm wz. 1914/19P

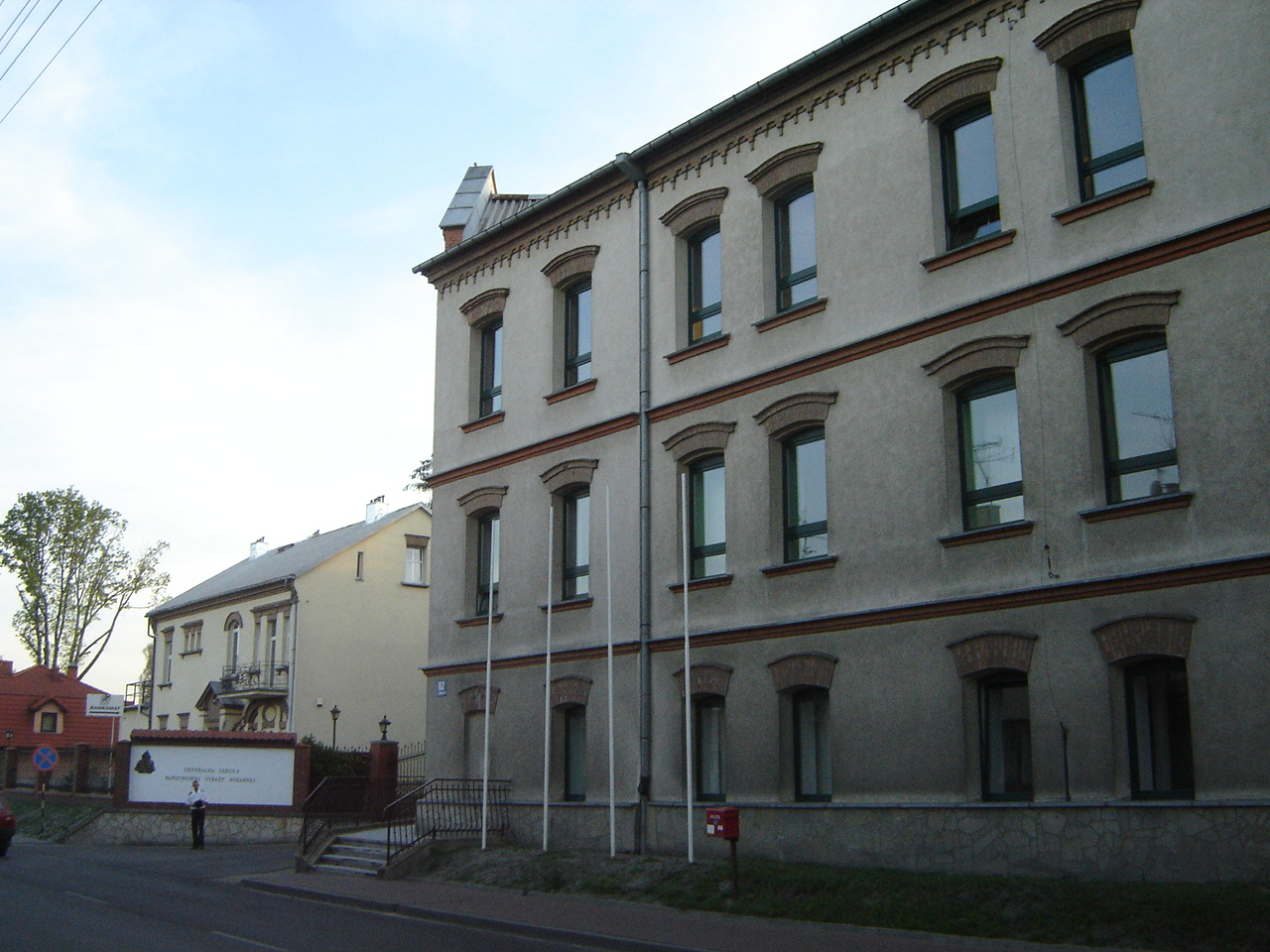
Budynek koszar, obecnie Centralna Szkoła Państwowej Straży Pożarnej w Częstochowie

- płk art. Kazimierz Dzierżanowski (X-XI 1918)
- kpt. art. Mieczysław Nowicki (p.o. XI 1918)
- płk art. Aleksander Kowalewski[43] (II - X 1919)
- mjr / ppłk art. Marian Zarzycki (od 6 XI 1919)
- ppłk art. Witold Konczakowski (VII - X 1921)
- płk art. Jerzy Krynicki (X 1921 – † 23 VIII 1924[44])
- ppłk art. Eugeniusz Dąbrowski (IX[45] – 25 X 1924 → dowódca 24 pap)
- płk art. Leszek Roguski (25 X 1924[46] - 29 I 1930 → dyspozycja dowódcy OK IV[47])
- ppłk dypl. Józef Kapciuk (21 I 1930[48] - IV 1937)
- ppłk dypl. Konstanty Kazimierz Ważyński (p.o. IV - V 1937)
- ppłk dypl. Stanisław Rola-Arciszewski (V 1937 – VII 1938)
- ppłk dypl. Stanisław Wojtowicz (VII 1938 – VIII 1939)
- ppłk art. Mieczysław Eugeniusz Hubert (VIII - IX 1939)

Zastępcy dowódcy pułku (od 1938 roku – I zastępca dowódcy)
- ppłk art. Bolesław Pileski (1923)
- ppłk art. Stefan II Wierzbicki (31 V 1925[49] – 1929)
- mjr / ppłk art. Stanisław Asłanowicz (IV 1929[50] – I 1934[51] → rejonowy inspektor koni w Łodzi)
- ppłk dypl. art. Adam Dzianott (I[51] – X 1934[52] → WSWoj.)
- ppłk dypl. art. Edward Bagieński (X 1934[53] – X 1935 → WSWoj.)
- ppłk dypl. art. Konstanty Ważyński (XII 1935 – I 1938 → dowódca 21 pal)
- ppłk art. Tadeusz II Rohoziński (IV – XI 1938 → dowódca 9 dak)
- mjr / ppłk art. Mieczysław Eugeniusz Hubert (I – 24 VIII 1939 → dowódca pułku)
- mjr art. Jan Filipowski[d] (II zastępca dowódcy/kwatermistrz – 8 IV 1938 – 1939 → dowódca II dyonu, †1940 Charków)

### Żołnierze 7 pułku artylerii lekkiej - ofiary zbrodni katyńskiej
Biogramy ofiar zbrodni katyńskiej znajdują się między innymi w bazach udostępnionych przez Ministerstwo Kultury i Dziedzictwa Narodowego oraz Muzeum Katyńskie.
| Nazwisko i imię       | stopień              | zawód              | miejsce pracy przed mobilizacją   | zamordowany |
| --------------------- | -------------------- | ------------------ | --------------------------------- | ----------- |
| Anufriew Jerzy        | podporucznik rezerwy | technik drogowy    | urzędnik samorządowy w Olkuszu    | Katyń       |
| Chaciński Jan         | porucznik rezerwy    | inżynier chemik    |                                   | Katyń       |
| Chmura Zygmunt        | podporucznik rezerwy | handlowiec         |                                   | Katyń       |
| Góra Piotr            | podporucznik         | żołnierz zawodowy  |                                   | Katyń       |
| Janczykowski Mirosław | podporucznik rezerwy |                    |                                   | Katyń       |
| Jastrząb Wacław       | podporucznik rezerwy |                    |                                   | Katyń       |
| Sokołowski Kazimierz  | podporucznik rezerwy | lekarz weterynarii | praktyka w Wieluniu               | Katyń       |
| Winter Józef Karol    | porucznik rezerwy    | prawnik            | sędzia Sądu Grodzkiego w Tarnowie | Katyń       |
| Ciemnniewski Henryk   | podporucznik rezerwy | urzędnik           | sąd w Sosnowcu                    | Charków     |
| Filipowski Jan        | kapitan              | żołnierz zawodowy  | (e)                               | Charków     |
| Heńkiewicz Witold     | podporucznik rezerwy | inżynier           |                                   | Charków     |
| Tetzlaff Leon         | porucznik rezerwy    |                    |                                   | Charków     |